# Tanner Menard
Tanner Menard (20 september 1978) is een Amerikaans componist, pianist en klankingenieur.

## Levensloop
Menard kreeg al vroeg pianoles. Op elfjarige leeftijd componeerde hij zijn eerste kleine werkjes voor het piano. Hij studeerde vanaf 1997 aan de Staatsuniversiteit van Louisiana in Baton Rouge en behaalde aldaar zijn Bachelor of Music in compositie in 2004. Lange tijd componeerde en experimenteerde hij met klank en installaties voor zowel elektronische media alsook orkesten en ensembles. Vanaf 2002 werkte hij als assistent van Naut Humon, de eigenaar van het "Recombinant Media Labs" in San Francisco, waar hij onderzoek deed in de esthetische wereld van milieu, experimentele en minimale elektronica. Hij was in 2005 huisartiest aan het Arizona State University in Phoenix waar hij samenwerkte met Jeph Jerman en Gary Hill voor zijn "installatie" Envyronie. In de laatste jaren deed hij onderzoek in de betrekkingen van klank en meditatie en davoor experimenteerde hij samen met Nicholas Gish aan nieuwe vormen en klanken van piano's.
Met een remix van Robert Rich’s "Sleep Concert concept" werd hij samen met Chika Iijima en Jeremy Bible erg populair binnen en buiten des Verenigde Staten.

## Composities

### Werken voor harmonieorkest
- Bumping Prana
- Joe's last mix[1]

### Discografie
- 2008 Canopy Of Sky On Black (Install)
- 2008 Metamers (Milieu Music)
- 2008 The Now Of Sound (Archaic Horizon)
- 2010 The Oceans Of Your Aura (Slow Flow Rec)
- 2010 You Had Not Changed But Your Cameras Were No Longer Identical (H.L.M High Linear Music)
- 2011 Dark Pianos (Tokyo Droning)
- Sommeil: A Concert For Sleep (compilation) (Experimedia Records)

## Media
1. ↑  Joe's last mix door "James Logan High School Wind Symphony" Union City (Californië)